# كيم ويكسلر
كيم ويكسلر (بالإنجليزية: Kimberly Wexler)‏ هي شخصية خيالية ظهرت في مسلسل إيه إم سي التلفزيوني من الأفضل الاتصال بسول، المشتق من مسلسل اختلال ضال. جسّدت الشخصية ريا سيهورن، وابتكرها كلٌ من فينس غيليغان وبيتر غولد. كيم هي محامية وحبيبة لجيمي ماكغيل / سول غودمان، وتزوجته لاحقًا. تلقّى تصوير شخصيّة كيم وأداء سيهورن لها استحسانًا، وحصلت نظير أداءها على جائزة الإيمي برايم تايم لأفضل ممثلة مساعدة في مسلسل درامي.

## وصلات خارجية
- كيم ويكسلر على إيه إم سي (بالإنجليزية)